# Giuseppe Misuraca
Giuseppe Misuraca (ur. 28 lutego 1884 w Cefalù, zm. 4 czerwca 1962) – włoski duchowny rzymskokatolicki, arcybiskup tytularny, dyplomata papieski.

## Życiorys
18 kwietnia 1908 otrzymał święcenia prezbiteriatu.
2 lipca 1941 papież Pius XII mianował go nuncjuszem apostolskim w Wenezueli oraz arcybiskupem tytularnym cezarejskim. 20 lipca 1941 przyjął sakrę biskupią z rąk sekretarza stanu kard. Luigiego Maglione. Współkonsekratorami byli nuncjusz apostolski we Włoszech abp Francesco Borgongini Duca oraz biskup Cefalù Emiliano Cagnoni.
Urząd nuncjusza apostolskiego w Wenezueli pełnił do marca 1949.